# 10835 Fröbel
10835 Fröbel là một tiểu hành tinh vành đai chính với chu kỳ quỹ đạo là 1282.2174041 ngày (3.51 năm).
Nó được phát hiện ngày 12 tháng 11 năm 1993.